# Coscinodontella
Coscinodontella là một chi rêu trong họ Grimmiaceae.